# Josephine Langford
Josephine Langford (Perth, Austrália, 18 de agosto de 1997) é uma atriz australiana. Ela é mais conhecida por interpretar Tessa Young na franquia de filmes After. Ela também interpretou Emma Cunningham no filme da Netflix, Moxie. Ela também interpreta Zoey na próxima comédia romântica da Netflix, The Other Zoey e Katy Gibson em Gigi & Nate.

## Biografia
Langford nasceu em Perth, Austrália Ocidental, e cresceu em Applecross, um subúrbio ribeirinho de Perth. Ela é a filha mais nova de Stephen Langford, um médico voador e diretor de serviços médicos do Royal Flying Doctor Service da Western Operations, e Elizabeth Green, uma pediatra. Sua irmã mais velha, Katherine Langford, também é atriz.
Quando criança, Langford se interessou por música e tocava saxofone, violino e piano. Em 2008, aos 10 anos, Langford escreveu e executou uma canção chamada "Shadows", para um concurso de música que lhe rendeu o título de "Canção do Ano". Ela também escreveu mais duas canções, "Lonely (2007)" e "Sea Shanty (2008)". Sua escola secundária, All Saints College, em Perth, classificou-a como uma compositora talentosa. Ela competiu em várias competições de música escolar. Ela também participou do Interschool Debating e Tournament of Minds aos 7 e 8 anos. Dos anos 3-12, Langford frequentou o All Saints College High School em Bull Creek, Perth, Austrália Ocidental. Ela se formou em 2014 aos 17 anos.

## Carreira
Langford começou a ter aulas de teatro aos 13 anos. Em 2012, ela começou a ter aulas de atuação na Perth Film School.  Aos 14 anos, ela começou a aparecer em vários curtas-metragens como Sex Ed (2013), When Separating (2013) e Gypsy Blood (2014). Sua estreia nos cinemas foi no filme independente Pulse (2017), exibido em festivais de cinema. Ela também estrelou como atriz coadjuvante, no mesmo ano, no filme de terror americano Wish Upon, atuando ao lado de Joey King. Também fez sua estreia na televisão em 2017 na série australiana Wolf Creek.
Em julho de 2018, Langford foi escalada como Tessa Young no filme After, baseado no romance de ficção adulta de mesmo nome de 2014 escrito por Anna Todd. O filme estreou em 2019, e arrecadou US$ 69,7 milhões em todo o mundo. Ela ganhou um Teen Choice Award por seu papel como Tessa. Langford e a coestrela Hero Fiennes Tiffin reprisaram seus papéis na sequência, After We Collided, que foi lançado em setembro de 2020, em países selecionados. Em 2019, Langford também apareceu na websérie de televisão antológica de terror Into the Dark como Clair. Em novembro de 2019, Langford foi escalada como Emma Cunningham no filme da Netflix, Moxie, que é baseado no romance homônimo escrito por Jennifer Mathieu.
Em maio de 2021, foi anunciado que Langford entrou para o elenco do filme Evolution, posteriormente mudado para o nome de Gigi & Nate. Ela interpretou Katy Gibson, filha de Claire Gibson, papel de Marcia Gay Harden. A produção de Hollywood foi baseada em uma história real de uma família navegando por um evento trágico que deixa seu filho adolescente permanentemente incapacitado. O filme estreou em Setembro de 2022 nos cinemas internacionais. 
Em 3 de novembro de 2021, Langford foi anunciada como Jordan Baker na nova peça lida do Acting for a Cause: The Great Gatsby. O projeto em parceria com a Dolce & Gabbana, tinha o objetivo de arrecadar fundos para a amfAR, uma organização sem fins lucrativos que se dedica a acabar com a epidemia global de AIDS por meio de pesquisas inovadoras. O projeto foi totalmente voluntário, e Langford não ganhou nenhum dinheiro ao participar do filme. 
Em 07 de dezembro de 2021, Langford foi anunciada como Zoey Miller, na nova comédia cinematográfica The Other Zoey, ao lado de Drew Starkey e Archie Renaux. O filme dirigido por Sara Zandieh centra-se em Miller (Langford), uma brilhante estudante universitária que rejeita os ideais tradicionais de amor e namoro, apenas para ter toda a sua perspectiva de romance virada do avesso quando outro estudante, Zack (Starkey), o rapaz mais popular da escola, adquire amnésia e a confunde com a sua namorada, também chamada Zoey. The Other Zoey atualmente está em fase de pós produção.

## Filmografia

### Cinema
| Ano  | Filme                       | Papel           | Notas                 |
| ---- | --------------------------- | --------------- | --------------------- |
| 2017 | Wish Upon                   | Darcie Chapman  | Longa-metragem        |
| 2019 | After                       | Tessa Young     | Longa-metragem        |
| 2020 | After We Collided           | Tessa Young     | Longa-metragem        |
| 2020 | Moxie                       | Emma Cunningham | Longa-metragem        |
| 2021 | After We Fell               | Tessa Young     | Longa-metragem        |
| 2021 | The Great Gatsby Live Read! | Jordan Baker    | Arrecadação de fundos |
| 2022 | Gigi & Nate                 | Katy Gibson     | Longa-metragem        |
| 2022 | After Ever Happy            | Tessa Young     | Longa-metragem        |
| 2023 | After Everything            | Tessa Young     | Longa-metragem        |
| 2023 | The Other Zoey              | Zoey Miller     | Longa-metragem        |

### Curtas-metragens
| Ano  | Título          | Papel           |
| ---- | --------------- | --------------- |
| 2013 | Sex Ed          | Estudante       |
| 2013 | When Separating | Hayley          |
| 2014 | Gypsy Blood     | Renae Armstrong |
| 2015 | Wreck           | Katie           |
| 2015 | Into The Tunnel | -               |
| 2017 | Pulse           | Estudante       |

### Televisão
| Ano  | Título        | Papel        | Notas                           |
| ---- | ------------- | ------------ | ------------------------------- |
| 2017 | Wolf Creek    | Emma Webber  | Episódios: "Journey", "Outback" |
| 2019 | Into the Dark | Clair Singer | Episódio: "They Come Knocking"  |

### Podcasts
| Ano  | Título     | Papel          | Notas                                                              |
| ---- | ---------- | -------------- | ------------------------------------------------------------------ |
| 2020 | Day by Day | Lucy           | Voz e episódio: "At the Peak of It All"                            |
| 2020 | Day by Day | Belle Williams | Voz e episódio: "Class of 2020: Prom", "Class of 2020: Graduation" |

## Prêmios e indicações
| Ano  | Premiação          | Prêmio                       | Nomeado(s)    | Resultado |
| ---- | ------------------ | ---------------------------- | ------------- | --------- |
| 2019 | Teen Choice Awards | Melhor Atriz de Drama        | After         | Venceu    |
| 2019 | TC Candler         | Os Rostos Mais Bonitos       | -             | Indicado  |
| 2021 | Just Jared Awards  | Jovem Atriz Favorita de 2021 | After We Fell | Venceu    |